# منتخب جمهورية أيرلندا لكرة القدم الشاطئية
منتخب جمهورية أيرلندا لكرة القدم الشاطئية  هو ممثل جمهورية أيرلندا الرسمي في المنافسات الدولية في كرة القدم الشاطئية 
، يديريه اتحاد أيرلندا لكرة القدم.